# Mitzura Arghezi
Mitzura Arghezi, właściwie Mitzura Domnica Arghezi (ur. jako Domnica Theodorescu 10 grudnia 1924 w Bukareszcie, zm. 27 października 2015 tamże) – rumuńska aktorka i polityk.
Jest córką pisarza Tudora Argheziego i jego żony Paraschivy. Arghezi zasiadała w Izbie Deputowanych od 1996 do 2004 roku. Była członkiem zarządu Rumuńskiego Towarzystwa Radiowego od 2005 do 2010 roku.

## Filmografia
- Doi vecini (1959) jako Marița
- Furtuna (1960)
- Celebrul 702 (1962)
- Anotimpuri (1963)
- Titanic vals (1964) jako Gena
- Calea Victoriei sau cheia visurilor (1965)
- La porțile pământului (1966)
- Mihai Viteazul (1971)
- Facerea lumii (1971)
- Ultimul cartuș (1973)
- Hyperion (1975)
- Eu, tu, și... Ovidiu (1978) jako prezenterka telewizyjna
- Audiența (1979)
- Drumul oaselor (1980)
- Șantaj (1981)
- Grăbește-te încet (1982)
- Secretul lui Bachus (1984)
- O clipă de răgaz (1986)
- Secretul lui Nemesis (1987) jako sąsiadka
- Iubire și onoare (2010) jako Varvara